# Genie (film)
Genie è un film del 2023 diretto da Sam Boyd.
La pellicola è il remake del film per televisione Bernard and the Genie (1991), diretto da Paul Weiland.

## Trama
Bernard mette a repentaglio la famiglia con il suo stacanovismo. Quando la moglie Julie minaccia di lasciarlo, Bernard si rivolge a Flora, un genio con poteri straordinari.

## Produzione

### Sviluppo
Nel dicembre 2022 è stato annunciato che Melissa McCarthy avrebbe interpreto la protagonista del film. Richard Curtis, già autore della sceneggiatura del film del 1991, è tornato a sceneggiare il remake, mentre Alan Cumming, che ha interpretato Bernard nel 1991, recita nel remake nel ruolo di Flexman, il capo di Bernard.

### Riprese
Le riprese principali si sono svolte a New York nel marzo 2023.

## Promozione
Il primo trailer del film è stato diffuso il 2 novembre 2023.

## Distribuzione
Il film è stato distribuito negli Stati Uniti sulla piattaforma Peacock TV il 22 novembre 2023. In Italia è arrivato sulle piattaforme il 22 febbraio 2024. 

## Accoglienza
Il film è stato accolto freddamente dalla critica. L'aggregatore di recensioni Rotten Tomatoes riporta il 30% di recensioni positive, con un punteggio medio di 5,6 su 10.